# Charaxes galawadiwosi
Charaxes galawadiwosi is een vlinder uit de familie van de Nymphalidae. De wetenschappelijke naam van de soort is voor het eerst geldig gepubliceerd in 1979 door Plantrou & Rougeot.